# Lilla Grytingen
Lilla Grytingen är en sjö i Storfors kommun i Värmland och ingår i Göta älvs huvudavrinningsområde. Sjön har en area på 0,121 kvadratkilometer och ligger 153 meter över havet. Sjön avvattnas av vattendraget Åsjöälven.

## Delavrinningsområde
Lilla Grytingen ingår i det delavrinningsområde (659979-141931) som SMHI kallar för Inloppet i Åsjön. Medelhöjden är 168 meter över havet och ytan är 1,3 kvadratkilometer. Det finns ett avrinningsområde uppströms, och räknas det in blir den ackumulerade arean 10,28 kvadratkilometer. Åsjöälven som avvattnar avrinningsområdet har biflödesordning 4, vilket innebär att vattnet flödar genom totalt 4 vattendrag innan det når havet efter 331 kilometer. Avrinningsområdet består mestadels av skog (90 procent). Avrinningsområdet har 0,12 kvadratkilometer vattenytor vilket ger det en sjöprocent på 9,4 procent.